# Mauro Bacchin
Mauro Bacchin (Jesolo, 27 ottobre 1969) è un allenatore di calcio ed ex calciatore italiano, di ruolo portiere.

## Carriera

### Giocatore
Dal 1992 al 1994 ha fatto parte della rosa del Foggia, con la cui maglia ha disputato 10 partite in Serie A, categoria nella quale ha debuttato il 18 ottobre 1992 subentrando al portiere titolare Francesco Mancini al 46' della gara casalinga contro il Genoa, sino a quel momento in vantaggio per 2-1 e poi raggiunto dal gol di Luigi Di Biagio.

### Allenatore
Dalla stagione 2005-2006 alla 2010-2011 è il vice allenatore della formazione Primavera e preparatore dei portieri del Brescia. Per poco tempo è stato il preparatore dei portieri in sostituzione dell'infortunato Giacomo Violini.
Il 7 settembre 2011 viene ufficializzato come componente dello staff tecnico di Devis Mangia sulla panchina del Palermo.
Il 16 dicembre 2013 in Serie B viene ufficializzato come preparatore dei portieri nello Spezia, sempre allenato da Mangia.

## Palmarès

### Club

#### Competizioni nazionali
- Serie C1: 1

Treviso: 1996-1997
- Serie C2: 1

Padova: 2000-2001